# Joseph Alcazar
Joseph Alcazar (ur. 15 czerwca 1911 w Oranie, zm. 21 kwietnia 1987 w Aix-en-Provence) – francuski piłkarz pochodzenia algierskiego, reprezentant kraju, grający na pozycji napastnika.

## Kariera klubowa
Karierę piłkarską rozpoczął w 1926 w zespole CAL Oran. Rok później został piłkarzem Olympique Marsylia. W zespole tym osiągnął finał Pucharu Francji w piłce nożnej w sezonie 1933/34. Rok później wygrał wraz z OM to trofeum. Przez 9 lat gry dla Les Olympiens wystąpił w 194 spotkaniach, w których strzelił 140 bramek.
Odszedł w 1936 do Olympique Lillois. Rok później został zawodnikiem OGC Nice. Dla Les Aiglons w 66 spotkaniach strzelil 38 bramek. Sezon 1939/40 spędził w Avignon Foot 84. W 1940 powrócił do Marsylii. Od 1942 nie występował w rozgrywkach ligowych ze względu na II wojnę światową, przebywał więc w takich zespołach jak Château Gombert, Saint-Tropez FC i US Phocéenne. Karierę piłkarską zakończył w 1946 w czwartoligowym AS Aixoise. 
| Sezon   | Klub               | Kraj               | Rozgrywki         | Mecze | Bramki |
| ------- | ------------------ | ------------------ | ----------------- | ----- | ------ |
| 1927/28 | Olympique Marsylia | Francja            |                   | 9     | 1      |
| 1928/29 | Olympique Marsylia | Francja            |                   | 8     | 2      |
| 1929/30 | Olympique Marsylia | Francja            |                   | 14    | 11     |
| 1930/31 | Olympique Marsylia | Francja            |                   | 13    | 9      |
| 1931/32 | Olympique Marsylia | Francja            |                   | 12    | 10     |
| 1932/33 | Olympique Marsylia | Francja            | Première Division | 16    | 14     |
| 1933/34 | Olympique Marsylia | Francja            | Première Division | 23    | 19     |
| 1934/35 | Olympique Marsylia | Francja            | Première Division | 26    | 22     |
| 1935/36 | Olympique Marsylia | Francja            | Première Division | 26    | 14     |
| 1936/37 | Olympique Lillois  | Francja            | Première Division | 28    | 7      |
| 1937/38 | OGC Nice           | Francja            | Divison 2         | 22    | 17     |
| 1938/39 | OGC Nice           | Francja            | Divison 2         | 37    | 17     |
| 1939/40 | Avignon Foot 84    | Francja            |                   |       |        |
| 1940/41 | Olympique Marsylia | Francja            |                   |       |        |
| 1941/42 | Olympique Marsylia | Francja            |                   | 3     | 0      |
| 1942/43 | Château Gombert    |                    |                   |       |        |
| 1943/44 | Saint-Tropez FC    |                    |                   |       |        |
| 1944/45 | US Phocéenne       |                    |                   |       |        |
| 1945/46 | AS Aixoise         | Division Régionale |                   |       |        |

## Kariera reprezentacyjna
Alcazar zadebiutował w reprezentacji Francji 25 stycznia 1931 w meczu przeciwko Włochom, przegranym 0:5. Trzy lata później został powołany na Mistrzostwa Świata. Francja na turnieju przegrała już w pierwszej rundzie z reprezentacją Austrii 2:3. Alcazar wystąpił w tym spotkaniu.
Po raz ostatni w reprezentacji zagrał 24 stycznia 1935 w meczu przeciwko Hiszpanii, przegranym 0:2. Łącznie Alcazar w latach 1931–1935 wystąpił w 11 spotkaniach reprezentacji Francji, w których strzelił 2 bramki.
| Mecze i gole w reprezentacji | Mecze i gole w reprezentacji | Mecze i gole w reprezentacji | Mecze i gole w reprezentacji | Mecze i gole w reprezentacji | Mecze i gole w reprezentacji | Mecze i gole w reprezentacji |
| #                            | Data                         | Miasto                       | Przeciwnik                   | Gol                          | Wynik                        | Rozgrywki                    |
| ---------------------------- | ---------------------------- | ---------------------------- | ---------------------------- | ---------------------------- | ---------------------------- | ---------------------------- |
| 1.                           | 25.01.1931                   | Bolonia                      | Włochy                       |                              | 0:5                          | towarzyski                   |
| 2.                           | 08.05.1932                   | Colombes                     | Szkocja                      |                              | 1:3                          | towarzyski                   |
| 3.                           | 05.06.1932                   | Belgrad                      | Jugosławia                   | Gol                          | 1:2                          | towarzyski                   |
| 4.                           | 09.06.1932                   | Sofia                        | Bułgaria                     |                              | 5:3                          | towarzyski                   |
| 5.                           | 12.06.1932                   | Bukareszt                    | Rumunia                      |                              | 3:6                          | towarzyski                   |
| 6.                           | 21.01.1934                   | Bruksela                     | Belgia                       |                              | 3:2                          | towarzyski                   |
| 7.                           | 11.03.1934                   | Paryż                        | Szwajcaria                   |                              | 0:1                          | towarzyski                   |
| 8.                           | 15.04.1934                   | Luksemburg                   | Luksemburg                   |                              | 6:1                          | El. MŚ 1934                  |
| 9.                           | 10.05.1934                   | Amsterdam                    | Holandia                     | Gol                          | 5:4                          | towarzyski                   |
| 10.                          | 27.05.1934                   | Turyn                        | Austria                      |                              | 2:3                          | MŚ 1934                      |
| 11.                          | 24.01.1935                   | Chamartín                    | Hiszpania                    |                              | 0:2                          | towarzyski                   |

## Sukcesy
Olympique Marsylia
- Puchar Francji (1): 1934/35
- Finał Pucharu Francji (1): 1933/34